# Desa Pejok (administrativ by i Indonesien, lat -7,25, long 112,08)
Desa Pejok är en administrativ by i Indonesien.   Den ligger i provinsen Jawa Timur, i den västra delen av landet, 600 km öster om huvudstaden Jakarta.